# Gran Premi d'Alemanya del 1958
Resultats del Gran Premi d'Alemanya de Fórmula 1 de la temporada 1958, disputat al circuit de Nürburgring el 3 d'agost del 1958.

## Resultats
Per incrementar el nombre de participants, els organitzadors van obrir la carrera als vehicles de la Fórmula 2 (marcats amb fons groc) encara que aquests no es tinguessin en compte de cara a les classificacions del campionat.
| Pos | No | Pilot                   | Equip           | Voltes | Temps/ Retirada       | Pos. de sortida | Punts |
| --- | -- | ----------------------- | --------------- | ------ | --------------------- | --------------- | ----- |
| 1   | 8  | Tony Brooks             | Vanwall         | 15     | 2h 21' 15. 0          | 2               | 8     |
| 2   | 10 | Roy Salvadori           | Cooper - Climax | 15     | + 3' 29.7 min.        | 6               | 6     |
| 3   | 11 | Maurice Trintignant     | Cooper - Climax | 15     | + 5' 11.2 min.        | 7               | 4     |
| 4   | 4  | Wolfgang von Trips      | Ferrari         | 15     | + 6' 16.3 min.        | 5               | 3     |
| 5   | 20 | Bruce McLaren           | Cooper - Climax | 15     | + 6' 26.3 min.        | 12              |       |
| 6   | 21 | Edgar Barth             | Porsche         | 15     | + 6' 32.4 min.        | 13              |       |
| 7   | 26 | Ian Burgess             | Cooper - Climax | 15     | + 6' 59.3 min.        | 11              |       |
| 8   | 30 | Tony Marsh              | Cooper - Climax | 15     | + 7' 09.9 min.        | 14              |       |
| 9   | 23 | Phil Hill               | Ferrari         | 15     | + 7' 45.5 min.        | 10              |       |
| 10  | 12 | Cliff Allison           | Lotus - Climax  | 13     | + 2 Voltes            | 24              |       |
| 11  | 28 | Ivor Bueb               | Lotus - Climax  | 13     | + 2 Voltes            | 16              |       |
| Ret | 3  | Mike Hawthorn           | Ferrari         | 11     | Embragatge            | 1               |       |
| Ret | 2  | Peter Collins           | Ferrari         | 10     | Accident Mortal       | 4               |       |
| Ret | 22 | Wolfgang Seidel         | Cooper - Climax | 9      | Suspensions           | 17              |       |
| Ret | 6  | Harry Schell            | BRM             | 9      | Frens                 | 8               |       |
| Ret | 27 | Christian Goethals      | Cooper - Climax | 4      | Bomba del combustible | 23              |       |
| Ret | 25 | Graham Hill             | Lotus - Climax  | 4      | Tub de l'oli          | 22              |       |
| Ret | 5  | Jean Behra              | BRM             | 4      | Suspensions           | 9               |       |
| Ret | 18 | Carel Godin de Beaufort | Porsche         | 3      | Motor                 | 15              |       |
| Ret | 17 | Hans Herrmann           | Maserati        | 3      | Motor                 | 20              |       |
| Ret | 7  | Stirling Moss           | Vanwall         | 3      | Magneto               | 3               | 1     |
| Ret | 19 | Dick Gibson             | Cooper - Climax | 2      | Motor                 | 18              |       |
| Ret | 29 | Brian Naylor            | Cooper - Climax | 1      | Bomba del combustible | 25              |       |
| Ret | 24 | Jack Brabham            | Cooper - Climax | 1      | Col·lisió             | 19              |       |
| Ret | 16 | Jo Bonnier              | Maserati        | 1      | Accident              | 21              |       |
| NVS | 14 | Troy Ruttman            | Maserati        |        | Motor                 |                 |       |

## Altres
- Pole: Mike Hawthorn 9' 14. 0

- Volta ràpida:' Stirling Moss 9' 09. 2 (a la volta 3)